# Ursus 5524
Ursus 5524 – ciągnik postlicencyjny z napędem na 4 koła produkowany seryjnie w latach 2009–2011 przez firmę URSUS Sp. z o.o. Spełnia normę emisji spalin Euro IIIa.

## Historia modelu
Na targach Agro Show w 2009 roku został przedstawiony prototyp wyposażony w skrzynię z rewersem mechanicznym 8x8 z dźwignią sterującą umieszczoną z lewej strony siedzenia kierowcy.
Dane techniczne
Silnik:
- PERKINS 1104D-44T
- moc znamionowa wg ISO/TR14396 55,5 kW (75 KM) przy 2200 obr./min,
- maksymalny moment obrotowy 307 Nm przy 1400 obr./min,
- 4 cylindrowy o pojemności skokowej 4400 cm³,
- wysokoprężny, czterosuwowy, rzędowy, z bezpośrednim wtryskiem paliwa, chłodzony cieczą
- filtr powietrza – suchy
- układ chłodzenia silnika cieczowy, wymuszony pompą wody, z chłodnicą, wentylatorem 7 łopatkowym i termostatem
- zbiornik paliwa o pojemności 80 dm³
- jednostkowe zużycie paliwa przy maksymalnym momencie obrotowym 227+5%g/kWh

Układ napędowy:
- skrzynia przekładniowa 12-biegowa, mechaniczna z kołami o stałym zazębieniu, synchronizowana (2-3 bieg) z dwoma reduktorami
- sumaryczna liczba przełożeń do przodu/do tyłu 12/4
- tylny most przekładnia główna stożkowa Gleasona
- mechanizm różnicowy planetarny o kołach stożkowych z 4 satelitami
- blokowanie mechanizmu różnicowego mechaniczne, pedałem
- zwolnice planetarne z 3 satelitami
- koła jezdne: niskoprofilowe przód 12,4R24 tył 16,9R34 (opcjonalnie: 360/70R24, tył 480/70R34)
- WOM niezależny o obrotach 540 obr./min sterowany

mechanicznie (opcjonalnie: WOM sterowany niezależnym sprzęgłem hydraulicznym)
- hamulce tarczowe mokre sterowane hydraulicznie
- 2-obwodowa instalacja pneumatyczna do hamowania przyczep

Układ agregowania:
- podnośnik hydrauliczny o udźwigu 2800 kg, alternatywnie 3200 kg lub 3850 kg
- automatyczna regulacja pozycyjna siłowa i szybkości reakcji
- układ zawieszenia narzędzi kategorii 2, hakowe końcówki typu Walterscheid *
- górny zaczep transportowy do przyczep 2-osiowych
- zaczep automatyczny do dużych obciążeń (zaczep wychylny *)
- instalacja hydrauliki zewnętrznej z rozdzielaczem 2-sekcyjnym, 4-położeniowym i 4 szybkozłączami ISO
- 2 niezależne pompy hydrauliczne o wydatku 26 l/min i 36 l/min
- łączny wydatek oleju na szybkozłączach 62 l/min

Kabina komfortowa:
- typ 07S BIS,
- ogrzewanie, wentylacja i klimatyzacja *
- podwieszone pedały sprzęgła, hamulców i sterowania dawką paliwa
- niski poziom hałasu na stanowisku operatora poniżej 82 dB
- nowa estetyczna tablica wskaźników i przełączników
- deska rozdzielacza firmy KMGY z cyfrowym wyświetlaczem rzeczywistej prędkości jazdy, prędkości obrotowej WOM, przebiegu w mth, napięcia akumulatora
- dodatkowe schowki w kabinie po lewej i prawej stronie kierowcy
- sterowanie prawym wieszakiem z kabiny
- siedzisko komfortowe
- przystosowana do zamontowania radia z dwoma głośnikami i anteną
- ułatwiona obsługa akumulatora w uchylnej skrzynce pod podłogą kabiny

Inne zespoły:
- maska uchylna z tworzywa sztucznego
- błotniki przednie z tworzywa sztucznego z mechanizmem skrętnym
- obciążniki przednie 260 kg (+180 kg)* oraz tylne 210 kg lub 190 kg*
- tylny zaczep przesuwny/etażowy firmy Cramer *
- przedni WOM i TUZ firmy Zuidberg *

Wyposażenie opcjonalne*